# El Laurel
El Laurel ist eine Ortschaft und eine Parroquia rural („ländliches Kirchspiel“) im Kanton Daule in der ecuadorianischen Provinz Guayas. Die Parroquia besitzt eine Fläche von 6,61 km². Die Einwohnerzahl lag im Jahr 2010 bei 9882.

## Lage
Der Ort El Laurel befindet sich etwa 11,5 km nordöstlich vom Kantonshauptort Daule am rechten Flussufer des Río Pula. Die Parroquia erstreckt sich über das Tiefland im Nordosten des Kantons. Der Río Daule durchquert mit seinen langen Flussschlingen mittig den Kanton in südlicher Richtung.
Die Parroquia El Laurel grenzt im Norden an den Kanton Santa Lucía, im Osten an den Kanton Salitre, im Südosten an die Parroquia Juan Bautista Aguirre, im Süden und im Südwesten an die Parroquia Daule sowie im Westen an die Parroquia Limonal.